# 양산 신기리 고분군
양산 신기리 고분군(梁山 新基里 古墳群)은 대한민국 경상남도 양산시 신기동에 있는 삼국시대의 고분군이다. 1963년 1월 21일 대한민국의 사적 제94호로 지정되었다.

## 개요
양산 북정리 무덤들과 얕은 계곡 하나를 사이에 두고 남쪽에 있는 무덤들이다. 높은 지역에는 늦은 시기에 만들어진 무덤들이 모여있고 낮은 지역에는 앞선 시기에 만들어진 무덤들이 모여 있어 북정리 무덤들과 같은 분포상태를 보여준다.
1990년에 모두 30여 기의 무덤을 발굴 조사하였는데, 제1호 무덤만이 대형무덤에 속하고 나머지는 모두 소형무덤이었다. 그 가운데 높은 지역의 무덤은 구조나 출토된 유물이 북정리 무덤들에서 발견된 유물과 같은 종류의 것이었다. 또한, 지금까지는 보지 못했던 다른 형태의 항아리로 만든 옹관(옹관묘)이 발견되어 주목된다.
출토되는 유물 중 토기는 북정리 무덤들이나 경주지역에 있는 대형무덤의 후기에 나타나는 특징을 가진 것이 많다.
신기리 무덤들은 6세기∼7세기에 걸쳐 만들어진 신라무덤으로, 가야와 신라의 문물교류 연구에 중요한 자료가 되는 유적이다.

## 참고 자료
- 양산 신기리 고분군 - 국가유산청 국가유산포털